# Jaune de gardénia
Le jaune de gardénia est un additif alimentaire. Listé sous le numéro INS 164 (E164) au codex Alimentarius, c'est un colorant jaune orangé de type caroténoïde issu des fruits de gardénia ou des stigmates de safran, principalement composé de crocine et de crocétine. Il n'est pas autorisé dans l'Union européenne.